# マイク・ハウレット
マイク・ハウレット（Mike Howlett、1950年4月27日 - ）は、イギリスとオーストラリアを拠点に活動するフィジー出身のミュージシャン、グラミー賞受賞・音楽プロデューサー、教師である。

## 来歴
1960年代後半、ハウレットはシドニーのポップ・バンド「ジ・アフェア」のベーシストとなった。バンドにはボーカリストのケリー・ビデルもいた。グループは「Hoadley's Battle of the Sounds」バンド・コンペティションにて賞を獲得した後、イングランドをツアーした。ハウレットはロンドンに定住し、1973年にオーストラリアの国外移住者、デヴィッド・アレンによって結成された著名な英国のプログレッシブ・ロック・グループのゴングに加入した。1977年までゴングと一緒に活動し、彼らと何枚ものアルバムを録音し、この期間の後期にはドラマーのピエール・ムーランと彼らの楽曲の多くを共同で作曲した。
ゴングを脱退した後、ハウレットは短命であったスティング、スチュワート・コープランド、アンディ・サマーズからなるバンド、ストロンチウム90を結成した。ハウレットはバンドのリード・ベーシスト、チーフ・ソングライターであることに加え、ライブでのいくつかの曲でリード・ボーカルも担当した。バンドはいくつかのデモを録音し、1977年5月にパリでのゴング再結成コンサートにて演奏したが、サマーズがコープランドとスティングとの新たなプロジェクト、ザ・ポリスに参加するために去ったときに解散となった。ストロンチウム90によるマテリアルのアーカイヴ・コレクションは、アルバム『ポリス・アカデミー』として20年後の1997年にスティングのレーベルPANGÆA RECORDSからリリースされた。
ストロンチウム90の解散から数ヶ月後、ハウレットは1回限りのスタジオ・バンド「The Radio Actors」のベーシストを務めた。これには、リード・ギターにゴングでのバンドメイトのスティーヴ・ヒレッジや、リード・ボーカルにストロンチウム90でのバンドメイトのスティング（ハウレットの推薦でグループに参加）も含まれていた。バンドのシングル「Nuclear Waste」（ B面「Digital Love」）は、1995年にライナーノーツと3曲のボーナストラック入りでCDにて再発されたが、ボーナストラックにハウレットは含まれていない。
1980年代、ハウレットは一連の著名なクレジットを持つ、需要の高い音楽プロデューサーとなった。彼はフロック・オブ・シーガルズ（グラミー賞受賞者）、アラーム、チャイナ・クライシス、マーサ・アンド・ザ・マフィンズ、オーケストラル・マヌーヴァーズ・イン・ザ・ダーク、スティーヴン・ダフィー、ギャング・オブ・フォー、コムサット・エンジェルスを含むニュー・ウェイヴ・音楽界をリードする数々のヒット・シングルとアルバムをプロデュースした。また、1985年にはジョーン・アーマトレイディングのアルバム『シークレット・シークレッツ』をプロデュースしている。
ゴングは時として世界各地で再結成ギグを行い、ハウレットはよくそれらに参加している。1993年、シンガーソングライターのRafa Russo、Debbie Cassell、Jay Fisherのアルバムをリリースしたレコードレーベル「Mauve」を立ち上げた。2005年から2009年まで、ハウレットは音楽プロデューサーズ・ギルド (MPG)の会長を務めた。
ハウレットは2009年にレコード・プロデュースに関する博士号を取得し、グラモーガン大学（現サウスウェールズ大学、ウェールズ・ポンティプリッド）、テムズバレー大学（イングランド・イーリング）など、いくつかの大学で音楽技術の講義を行っている。2009年、オーストラリア・ブリスベンにあるクイーンズランド工科大学で音楽学部長に就任。QUTの非常勤教授も務めている。
ハウレットは結婚しており、現在では3人の子供と孫がいる。西ロンドン在住。

## プロデュース作品
| フィッシャーZ - 『ワード・サラダ』 - Word Salad (1979年); 『デフ・フォー・リヴィング』 - Going Deaf for a Living (1980年) パニッシュメント・オブ・ラグジュアリー - 『ラフィング・アカデミー』 - Laughing Academy (1979年) マーサ・アンド・ザ・マフィンズ - "Insect Love" (1979年); Metro Music (1979年); "Echo Beach" (1980年); 『トランス・アンド・ダンス』 - Trance and Dance (1980年) レヴィロス - 『レヴ・アップ』 - Rev Up (1980年) ティアドロップ・エクスプローズ - "When I Dream" (1980年) オーケストラル・マヌーヴァーズ・イン・ザ・ダーク - "Messages" (1980年); "Enola Gay" (1980年); "Souvenir" (1981年) スニッフ & ザ・ティアーズ - 『夜の眩暈』 - Love/Action (1981年); 『碧い分水嶺』 - Ride Blue Divide (1982年) トンプソン・ツインズ - "Perfect Game" and "Politics" from A Product of ... (1981年) エニー・トラブル - Wheels in Motion (1981年) ティアーズ・フォー・フィアーズ - "Pale Shelter" (1982年) ギャング・オブ・フォー - 『ソングス・オブ・ザ・フリー』 - Songs of the Free (1982年) | ブラマンジェ - 『ハッピー・ファミリー』 - Happy Families (1982年); "Living On The Ceiling" (1982年) フロック・オブ・シーガルズ - 『テレコミュニケィション』 - A Flock of Seagulls (1982年); 『リッスン』 - Listen (1983年); 『ストーリー・オブ・ア・ヤング・ハート』 - The Story of a Young Heart (1984年) ハンターズ & コレクターズ - Hunters & Collectors (1982年); Payload (1982年) ※EP コムサット・エンジェルス - Land (1983年); 7 Day Weekend (1985年) ※一部 チャイナ・クライシス - 『ファイア・アンド・スティール』 - Working with Fire and Steel – Possible Pop Songs Volume Two (1983年) ジョン・フォックス - "Twilight's Last Gleaming" from 『ゴールデン・セクション』 -The Golden Section (1983年) ベルリン - 『ラヴ・ライフ』 - Love Life (1984年) ※一部 ジョーン・アーマトレイディング - 『シークレット・シークレッツ』 - Secret Secrets (1985年) アラーム - 『アラーム・スピリット』 - Strength (1985年) The Ward Brothers - Madness of It All (1986年) ※一部 TV21 - All Join Hands (1982年) |